# Apalus creticus
Apalus creticus – gatunek chrząszcza z rodziny oleicowatych.
Gatunek ten opisany został po raz pierwszy w 1877 roku przez Jánosa Frivaldszkiego pod nazwą Hapalus creticus.
Chrząszcz o wydłużonym ciele długości około 14 mm. Głowa i przedplecze są matowo czarne, gęsto punktowane, gęsto porośnięte długimi, odstającymi włoskami. Sięgające środka długości ciała czułki są czarne, a pierwszy ich człon również porastają długie, czarne, odstające włoski. Przedplecze nieco tylko zwęża się od kątów przednich do tylnej krawędzi i ma brzegi boczne lekko przed kątami tylnymi wykrojone. Pokrywy są żółte do brązowożółtych z parą czarnych plamek przed wierzchołkiem. Brzegi boczne pokryw są silnie rozszerzone, mocniej niż u A. asiaticus, a ich wierzchołki są bardziej rozczapierzone niż u tego gatunku. Barwa odnóży jest czarna z żółtymi do żółtobrązowych goleniami i stopami. Tylna para odnóży ma zgrubiałe zewnętrzne ostrogi wierzchołkowe goleni. Odwłok jest całkowicie nakryty pokrywami.
Owad palearktyczny, endemiczny dla Krety w Grecji. 